# 薛頤
薛頤（6世纪？—646年），其出土墓誌正式名为薛賾，字远卿，黄州黄岗（在今湖北省黄冈市境）人，《旧唐书》记为滑州（河南滑县）人。
大業年間是道士出身。能解天文律曆，還能占卜。隋煬帝引入內道場，亟令章醮。唐朝武德初（618年），入秦府，薛頤告訴李世民說：「德星守秦分，王當有天下，願王自惜也」。官至太史令。後上表出家成為道士，唐太宗为他在九嵕山昭陵之左置紫府觀，拜其为中大夫，行紫府观主事。又敕于观中建一清台，用以观察天象（玄象），有灾祥薄蚀谪见等事，随状闻奏。前后所奏，与京城长安观星台的李淳风多相符合。后数岁卒。

## 墓志铭
1974年4月，在陕西省礼泉县北屯乡西页沟村西南约500米处的薛赜墓中，出土了《大唐故中大夫紫府观道士薛先生墓志铭并序》。

大唐故中大夫紫府观道士薛先生墓志铭并序

夫体道观妙，言象之所未宣；忘情悬解，筌蹄之所不系。故能隐显真俗，出处朝野，而无□待之累者，斯可谓至人矣。爰有上德曰中大夫、紫府观道士薛先生讳赜，字远卿，黄州黄岗人也。车正司众闲之叙，御史职台衡之务。舄帟冠盖，蝉联名德。曾祖明孙，齐中书侍郎；祖仕敬，栖神秘道，山林静默，梁武帝褒赠北定州刺史。父宠，陈期思县令。先生降灵仙府，资气上元，情用玄漠，志识清远，淡虚心於物我，荡妙思於烟霞。以为大象无形，尚因形而言象；明德若昧，犹学之於不学。乃探综流略，考览经纬，步三光之脁侧，推二气之盈虚，不出户庭，洞精机妙。然而连拒屯剥，时惟艰限，俗情好径，道隐未彰，遂超尘绝迹，高尚其志。披黄褐而朝丹府，赉玉简而趋金阙，放心碧落，静虑清都。寻属灵景垂天，荣光照水。我皇帝俯膺历试，弘济艰难，玉帛山林，弓旌遾轴，於是解巾南郭，讬乘西园。虚揖申访道之言，惟帟展畴咨之问。圣明驭历，万物惟新，授太史丞，迁太史令。自昔两正司和，四官钦象，巫咸著星辰之志，姬旦贻略景之书。年代浸远，次舍寥落。缪占琐说，异端竞起。先生识悟玄通，性理明瞻。芟翦浮伪，断以经术；物色祯祥，信同符契。及乎盛德光被，先天弗违，冯相罢弥晕之占，穰祈无瓘斝之请。乃抗表陈诚，求志林壑。天子凝神当扆，永怀恬退。激其清尚之风，贲以尊贤之典。有诏特授中大夫，听志瀴弁，还袭巾褐。别於昭陵之左，创筑紫府观以居之。先生展会宿心，申抒情素，静灵台而餐沆瀣，扬天鼓而嗽朝霞。放浪形骸，若趣浮黎之境；逍遥心识，如游太无之上。将赜神於九府，终练质於三仙，以贞观廿年十月十三日，尸化於紫府之观，春秋若干。粤以其年十二月十四日，陪葬於昭陵之所。王人监护，事加周给。将恐昳景难追，流风靡系。安期既往，止传实舄；吕牙葬 ，唯余玉钤。勒石玄扃，无传遗烈。其铭曰：  

道气窅冥，玄宗机妙，在阴莫测，处阳弗曜。矫矫先生，清朗通照，出无入有，知微体要。

研覆淳粹，推校亏盈，乘流影响，逐境晦明。既冥其趣，实性其情，托志玄圃，栖心上清。

天步艰难，风云资始，停丹九竈，背淮千里。望景来思，占鸟爰止，析空畴算，解环精理。

凤举龙腾，开元留圣，百神奉职，万流澄镜。司序甄明，授方荣盛，衡度齐壹，经缠清正。

披沥丹素，解释缨緌，光扬朝序，飖裔仙衣。烧香雨散，击磬云飞，观化斯怛，瞻星靡追。

夜台绵眇，玄庐幽翳，石髓振灵，玉棺虚闭。悠哉三岳，旷矣千岁，仙迹逾远，素风弥励。

## 延伸阅读
[在维基数据编辑]
 《舊唐書·卷191》，出自刘昫《舊唐書》